# Synagoge (Neisse)

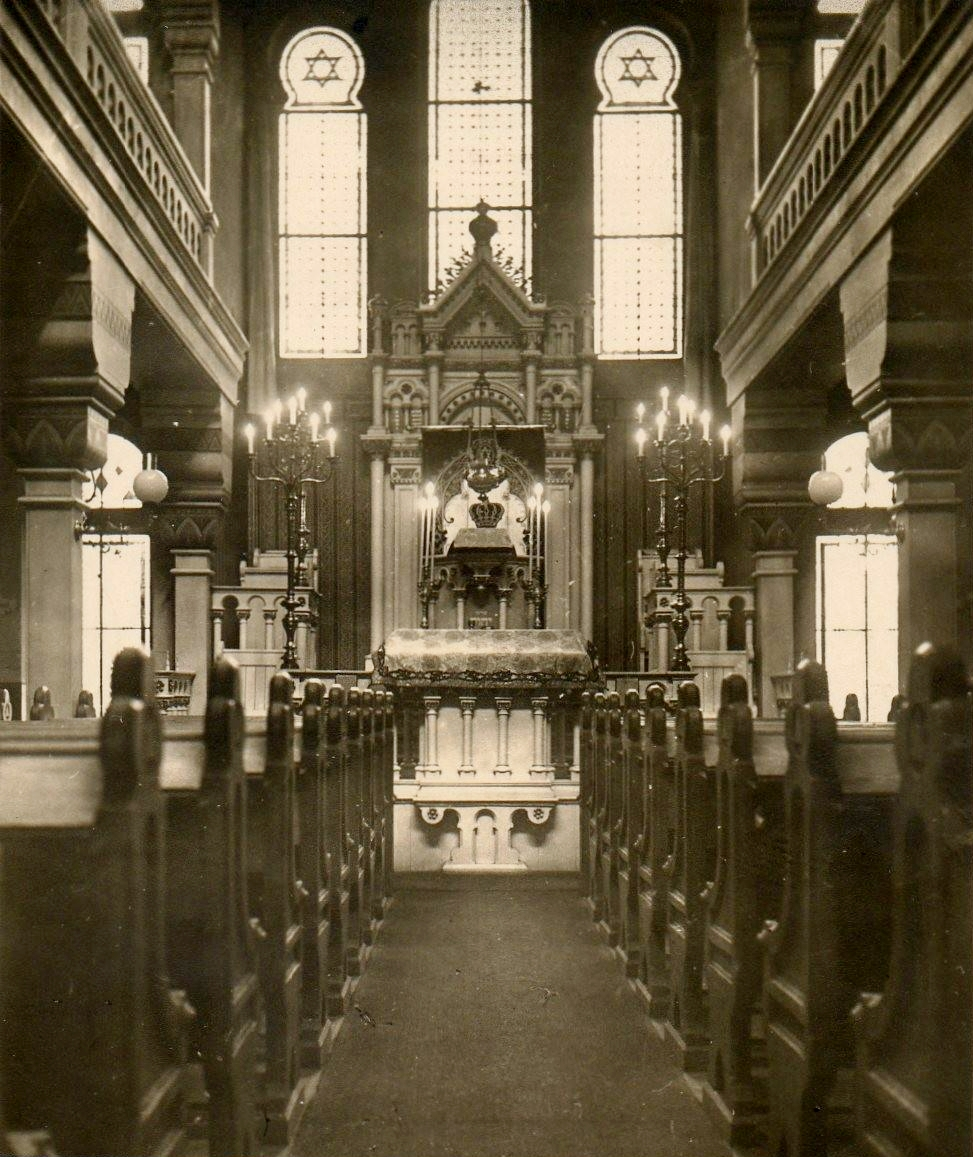
Innenraum der Synagoge

Die Synagoge in Neisse aus dem Jahr 1892 befand sich in der Altstadt von Neisse an der ehemaligen Josefstraße (heute: ul. Miarki Karola). 

## Geschichte

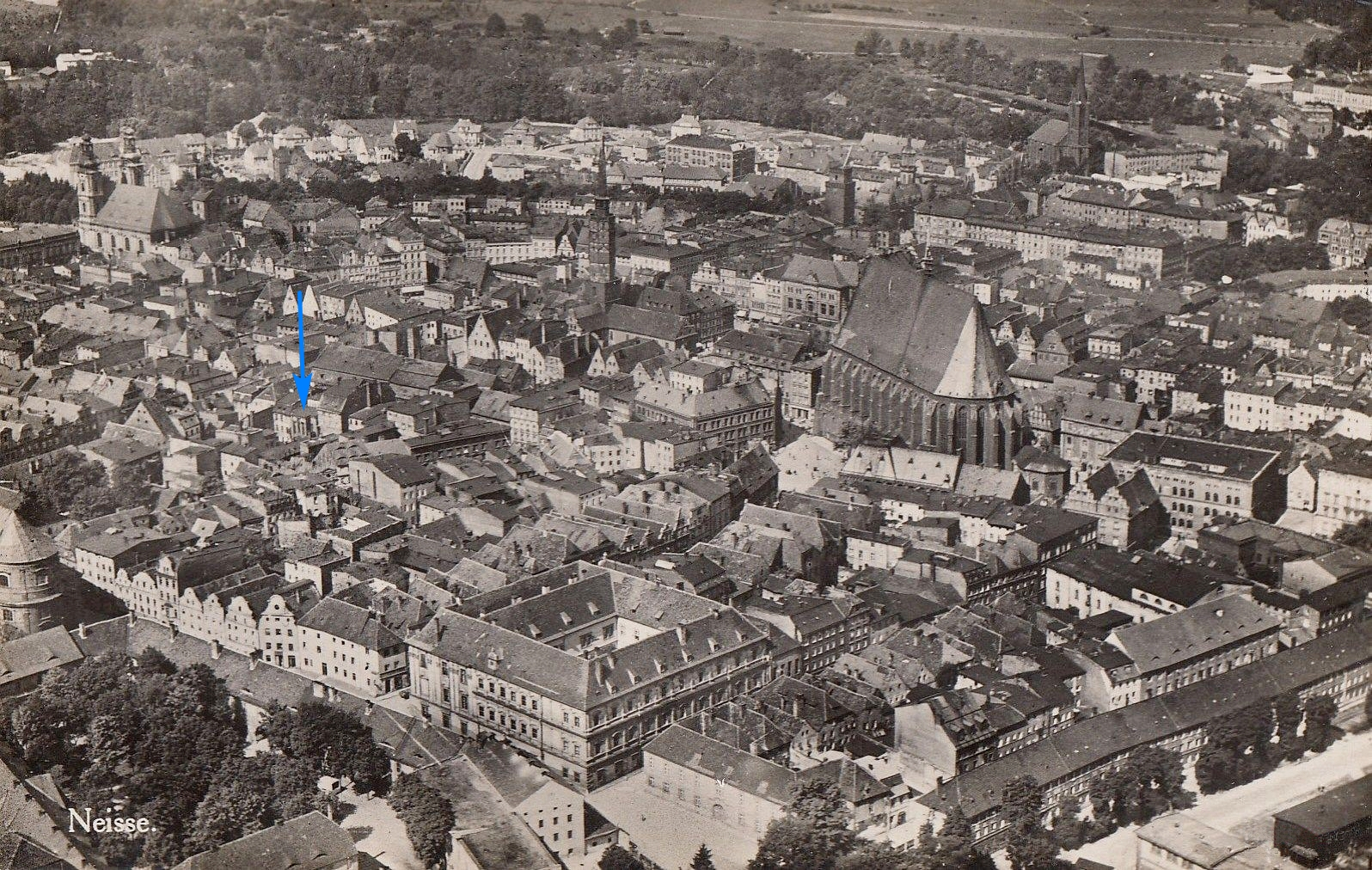
Lage der Synagoge in der Altstadt (blauer Pfeil)

Eine erste Synagoge wurde von der Jüdischen Gemeinde von Neisse in den 1830er Jahren in der Judengasse errichtet. 
Im Laufe des 19. Jahrhunderts wuchs neben der Neisser Bevölkerung auch die Jüdische Gemeinde. 1892 wurde entlang der Josefstraße eine neue Synagoge im maurischen Stil errichtet. An der Straßenseite befand sich ein großes Buntglasfenster mit der Darstellung des Davidsterns. Angrenzend an den Synagogenbau befand sich die jüdische Schule.
Während der Pogromnacht am 9. November 1938 wurde die Synagoge in Brand gesteckt. Vor Kriegsende 1945 wurde die Ruine bei den Kämpfen um Neisse im Frühjahr 1945 zerstört.
In den 1960er Jahren wurde an der Stelle der Synagoge ein Kindergarten errichtet. 
2021 wurde der Kindergartenbau abgerissen. Auf der Fläche fanden bis Ende 2021 archäologische Ausgrabungen statt. Dabei stieß man auf Überreste der Grundmauern und der Fassade der Synagoge.